# Västergötlands runinskrifter 109
Runinskrift Vg 109 är inristad i en vikingatida runsten som är rest på Tängs gamla kyrka, Tängs socken, Åse härad, Grästorp.

## Stenen
Runstenen är 230 cm hög.
Stenen låg tidigare som tröskelsten i den gamla kyrkan och inskriften har därigenom blivit mycket svårläst på grund av nötning. 
Inskriften kan ha varit signerad, något som är ganska ovanligt i Västergötland.
Stenen är daterad till ca 1010-1050.

## Inskrifter
ku • s(e)ti • …(k)…hl- faþu si… …–… …(s)kil i…
Gy satte (denna sten efter …) sin fader .. . och Eskil (?) högg (?) (runorna).